# بلوار هجرت (شیراز)

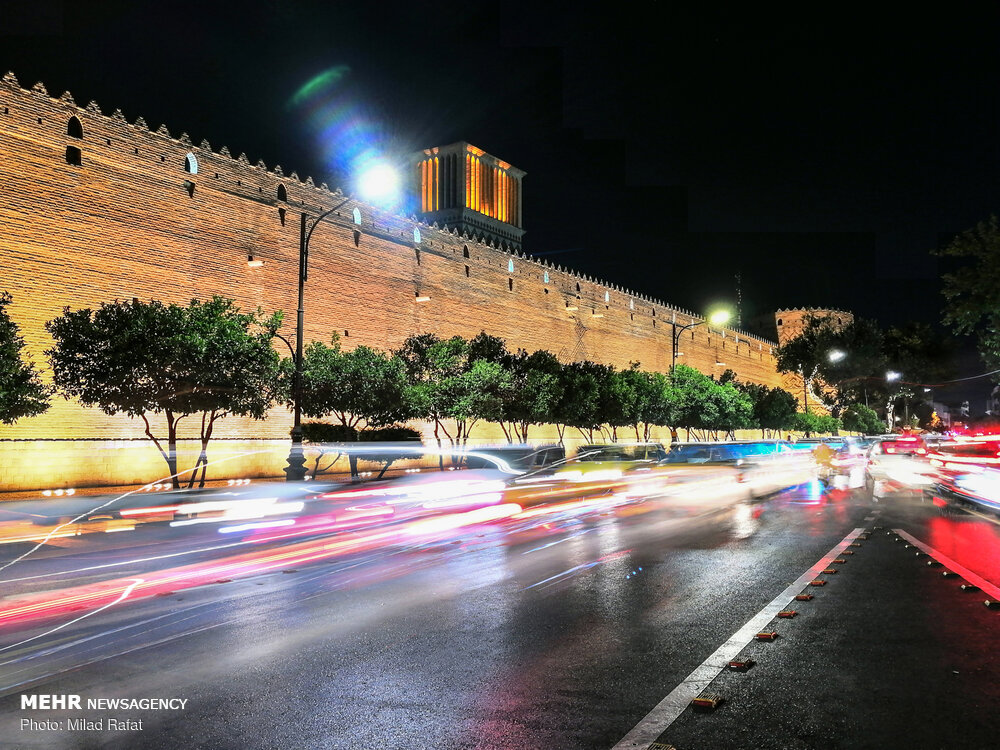
ارگ کریم خان زند و بلوار هجرت

بلوار هجرت بلواری در مرکز شیراز، ایران است. این بلوار میدان اطلسی را به میدان شهرداری متصل می‌کند. طرح تعریض و محوطه‌سازی این بلوار در سال ۱۳۹۶ انجام شد. ارگ کریم خان زند در حاشیه این بلوار قرار دارد.

## مسیر
| از شمال به جنوب | از شمال به جنوب                      | از شمال به جنوب |
| --------------- | ------------------------------------ | --------------- |
| میدان اطلسی     | بلوار آزادی بلوار ربانی بلوار گلستان |                 |
|                 | خیابان صور اسرافیل خیابان جاوید      |                 |
|                 | خیابان عبیرآمیز                      |                 |
|                 | خیابان ساحلی شرقی                    |                 |
|                 | خیابان ساحلی جنوبی                   |                 |
|                 | خیابان فردوسی                        |                 |
|                 | خیابان ناصرخسرو                      |                 |
| میدان شهرداری   | بلوار کریم‌خان زند خیابان پیروزی      |                 |
| از جنوب به شمال |                                      |                 |